# Argyroeides flavicornis
Argyroeides flavicornis là một loài bướm đêm thuộc phân họ Arctiinae, họ Erebidae.